# Герб Кунгурского района
Герб Кунгурского района — официальный символ Кунгурского района Пермского края Российской Федерации.
Ныне действующий герб Кунгурского района утверждён решением Земского Собрания Кунгурского муниципального района от 25 декабря 2008 года № 175 и внесён в Государственный геральдический регистр Российской Федерации с присвоением регистрационного № 5583.

## Геральдическое описание герба
В зеленом поле золотой рог изобилия, наклоненный вниз, из него сыплются золотые колосья разного хлеба.

## История

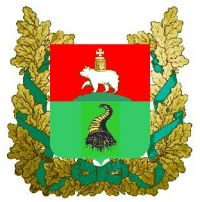
Герб Кунгурского муниципального района 1999 года

Первый официальный герб Кунгурского муниципального района был утверждён решением Законодательного Собрания Кунгурского муниципального района от 26 января 1999 года № 12 «О гербе Кунгурского района».
Описание герба: «Герб Кунгурского района представляет собой щит, разделенный на половину по горизонтали. В верхней части изображен серебряный медведь, идущий вправо, помещенный на червленом (красном) фоне. На его спине Евангелие в золотом окладе с изображением восьмиконечного серебряного креста, непосредственно венчающего Евангелие. Медведь стоит на зеленой разделительной полосе. В нижней части щита в голубом поле золотистый рог изобилия с сыплющимися из него колосьями разного хлеба. Допускается обрамлять весь щит (герб) венком из дубовых листьев или колосьев, возможно с совмещением листьев и колосьев.»